# Девін Хейні — Василь Ломаченко
Бій Девін Гейні — Василь Ломаченко (англ. Devin Haney vs. Vasiliy Lomachenko), з назвою Королівський гамбіт (англ. The King's Gambit) — професійний боксерський поєдинок між чемпіоном WBA, WBC, IBF, WBO у легкій вазі Девіном Гейні і колишнім чемпіоном WBA, WBC, WBO Super у легкій вазі Василем Ломаченком. Бій відбувся 20 травня 2023 року на MGM Гранд Гарден Арені в Лас-Вегасі (Невада, США). Девін Хейні здобув перемогу одностайним рішенням суддів, а також зумів зберегти абсолютне чемпіонство у легкій вазі.

## Передумови
19 серпня 2019 року Ломаченко здолав Люка Кемпбелла і завоював вакантний титул WBC, незважаючи на наявність і захист поясів від інших боксерських організацій. Лише через два тижні після цього Девін Гейні переміг Заура Абдуллаєва і завоював тимчасовий титул WBC, ставши таким чином обов'язковим претендентом на титул WBC. Ломаченко вирішив стати «франшизним чемпіоном» за версією WBC, а Гейні був підвищений з тимчасового до чемпіона світу. Це спонукало гейні звинуватити Ломаченка в тому, що українець його «кинув».
27 березня 2022 року Гейні уклав угоду з Джорджем Камбососом про бій за абсолютне чемпіонство у легкій вазі. Ломаченко відмовився від бою з Камбососом, вирішивши залишитися і захищати свою країну після російського вторгнення в Україну. Гейні переміг Камбососа і став першим абсолютним чемпіоном у легкій вазі з часів Пернелла Вітакера. Американець також зумів зберегти свої титули, здолавши Камбососа в матчі-реванші, який відбувся 16 жовтня 2022 року.
Обговорення бою Гейні з Ломаченком почалися одразу після бою з Камбососом. Гейні, практикуючий мусульманин, зазначив, що вважає за краще, щоб бій відбувся до березня, щоби не потрапити у халепу через Рамадан. Він також звинуватив свого промоутера Top Rank у прихильності до Ломаченка, стверджуючи, що Top Rank і менеджмент Ломаченка хотіли перенести бій на травень, щоб змусити американця довше залишатися без потрібної ваги. Зрештою, було укладено угоду про бій на MGM Гранд Гарден Арені 20 травня.
Перед поєдинком, після процедури зважування під час дуелі поглядів, Хейні штовхнув Ломаченка у груди, за що отримав штраф від Атлетичної комісії штату Невада.

## Суддівські записки
| Суддя           | Боксер           | 1  | 2  | 3  | 4  | 5  | 6  | 7  | 8  | 9  | 10 | 11 | 12 | Загалом |
| --------------- | ---------------- | -- | -- | -- | -- | -- | -- | -- | -- | -- | -- | -- | -- | ------- |
| Тім Чітем       | Девін Гейні      | 10 | 9  | 10 | 10 | 10 | 10 | 9  | 9  | 10 | 9  | 9  | 10 | 115     |
| Тім Чітем       | Василь Ломаченко | 9  | 10 | 9  | 9  | 9  | 9  | 10 | 10 | 9  | 10 | 10 | 9  | 113     |
|                 |                  |    |    |    |    |    |    |    |    |    |    |    |    |         |
| Дейв Моретті    | Девін Гейні      | 10 | 9  | 9  | 10 | 10 | 9  | 10 | 10 | 10 | 10 | 9  | 10 | 116     |
| Дейв Моретті    | Василь Ломаченко | 9  | 10 | 10 | 9  | 9  | 10 | 9  | 9  | 9  | 9  | 10 | 9  | 112     |
|                 |                  |    |    |    |    |    |    |    |    |    |    |    |    |         |
| Девід Сазерленд | Девін Гейні      | 10 | 9  | 9  | 10 | 10 | 10 | 10 | 10 | 9  | 9  | 9  | 10 | 115     |
| Девід Сазерленд | Василь Ломаченко | 9  | 10 | 10 | 9  | 9  | 9  | 9  | 10 | 9  | 10 | 10 | 9  | 113     |

## Статистика

### Удари
| Удари (точні/спроби) | Удари (точні/спроби) | Удари (точні/спроби) | Удари (точні/спроби) | Удари (точні/спроби) | Удари (точні/спроби) | Удари (точні/спроби) | Удари (точні/спроби) | Удари (точні/спроби) | Удари (точні/спроби) | Удари (точні/спроби) | Удари (точні/спроби) | Удари (точні/спроби) |
|                      | 1                    | 2                    | 3                    | 4                    | 5                    | 6                    | 7                    | 8                    | 9                    | 10                   | 11                   | 12                   |
| -------------------- | -------------------- | -------------------- | -------------------- | -------------------- | -------------------- | -------------------- | -------------------- | -------------------- | -------------------- | -------------------- | -------------------- | -------------------- |
| Девін Гейні          | 6/32                 | 10/39                | 9/35                 | 11/35                | 13/41                | 12/27                | 9/33                 | 9/34                 | 13/39                | 5/25                 | 2/28                 | 11/37                |
| Девін Гейні          | 18,8 %               | 25,6 %               | 25,7 %               | 31,4 %               | 31,7 %               | 44,4 %               | 27,3 %               | 26,5 %               | 33,3 %               | 20 %                 | 7,1 %                | 29,7 %               |
|                      |                      |                      |                      |                      |                      |                      |                      |                      |                      |                      |                      |                      |
| Василь Ломаченко     | 6/26                 | 9/49                 | 11/50                | 6/43                 | 12/55                | 7/42                 | 11/50                | 9/47                 | 9/48                 | 11/49                | 20/50                | 13/55                |
| Василь Ломаченко     | 23,1 %               | 18,4 %               | 22 %                 | 14 %                 | 21,8 %               | 16,7 %               | 22 %                 | 19,1 %               | 18,8 %               | 22,4 %               | 40 %                 | 23,6 %               |

### Джеби
| Джеби (точні/спроби) | Джеби (точні/спроби) | Джеби (точні/спроби) | Джеби (точні/спроби) | Джеби (точні/спроби) | Джеби (точні/спроби) | Джеби (точні/спроби) | Джеби (точні/спроби) | Джеби (точні/спроби) | Джеби (точні/спроби) | Джеби (точні/спроби) | Джеби (точні/спроби) | Джеби (точні/спроби) |
|                      | 1                    | 2                    | 3                    | 4                    | 5                    | 6                    | 7                    | 8                    | 9                    | 10                   | 11                   | 12                   |
| -------------------- | -------------------- | -------------------- | -------------------- | -------------------- | -------------------- | -------------------- | -------------------- | -------------------- | -------------------- | -------------------- | -------------------- | -------------------- |
| Девін Гейні          | 1/21                 | 2/20                 | 3/18                 | 2/20                 | 3/17                 | 2/10                 | 1/14                 | 1/19                 | 2/17                 | 0/11                 | 1/12                 | 2/9                  |
| Девін Гейні          | 4,8 %                | 10 %                 | 16,7 %               | 10 %                 | 17,6 %               | 20 %                 | 7,1 %                | 5,3 %                | 11,8 %               | 0 %                  | 8,3 %                | 22,2 %               |
|                      |                      |                      |                      |                      |                      |                      |                      |                      |                      |                      |                      |                      |
| Василь Ломаченко     | 2/12                 | 0/23                 | 1/18                 | 2/20                 | 3/24                 | 2/15                 | 2/21                 | 3/25                 | 2/21                 | 3/25                 | 8/24                 | 1/22                 |
| Василь Ломаченко     | 16,7 %               | 0 %                  | 5,6 %                | 10 %                 | 12,5 %               | 13,3                 | 9,5 %                | 12 %                 | 9,5 %                | 12 %                 | 33,3 %               | 4,5 %                |

### Силові панчі
| Силові панчі (точні/спроби) | Силові панчі (точні/спроби) | Силові панчі (точні/спроби) | Силові панчі (точні/спроби) | Силові панчі (точні/спроби) | Силові панчі (точні/спроби) | Силові панчі (точні/спроби) | Силові панчі (точні/спроби) | Силові панчі (точні/спроби) | Силові панчі (точні/спроби) | Силові панчі (точні/спроби) | Силові панчі (точні/спроби) | Силові панчі (точні/спроби) |
|                             | 1                           | 2                           | 3                           | 4                           | 5                           | 6                           | 7                           | 8                           | 9                           | 10                          | 11                          | 12                          |
| --------------------------- | --------------------------- | --------------------------- | --------------------------- | --------------------------- | --------------------------- | --------------------------- | --------------------------- | --------------------------- | --------------------------- | --------------------------- | --------------------------- | --------------------------- |
| Девін Гейні                 | 5/11                        | 8/19                        | 6/17                        | 9/15                        | 10/24                       | 10/17                       | 8/19                        | 8/15                        | 11/22                       | 5/14                        | 1/16                        | 9/28                        |
| Девін Гейні                 | 45,5 %                      | 42,1 %                      | 35,3 %                      | 60 %                        | 41,7 %                      | 58,8 %                      | 42,1 %                      | 53,3 %                      | 50 %                        | 35,7 %                      | 6,3 %                       | 32,1 %                      |
|                             |                             |                             |                             |                             |                             |                             |                             |                             |                             |                             |                             |                             |
| Василь Ломаченко            | 4/14                        | 9/26                        | 10/32                       | 4/23                        | 9/31                        | 5/27                        | 9/29                        | 6/22                        | 7/27                        | 8/24                        | 12/26                       | 12/33                       |
| Василь Ломаченко            | 28,6 %                      | 34,6 %                      | 31,3 %                      | 17,4 %                      | 29 %                        | 18,5 %                      | 31 %                        | 27,3 %                      | 25,9 %                      | 33,3 %                      | 46,2 %                      | 36,4 %                      |

### Загальна статистика
| Загальна статистика | Загальна статистика | Загальна статистика | Загальна статистика    |
|                     | Удари (по тілу)     | Джеби (по тілу)     | Силові панчі (по тілу) |
| ------------------- | ------------------- | ------------------- | ---------------------- |
| Девін Гейні         | 110 (50)/405        | 20 (1)/188          | 90(49)/217             |
| Девін Гейні         | 27,2 %              | 10,6 %              | 41,5 %                 |
|                     |                     |                     |                        |
| Василь Ломаченко    | 124 (9)/564         | 29(0)/250           | 95(9)/314              |
| Василь Ломаченко    | 22 %                | 11,6 %              | 30,3 %                 |
| Джерело:            |                     |                     |                        |

## Транслятори
| Країна/регіон                                                  | Телерадіоорганізація    | Телерадіоорганізація    | Телерадіоорганізація    | Телерадіоорганізація    |
| Країна/регіон                                                  | FTA                     | Кабельне телебачення    | Pay-per-view            | Потокове мультимедіа    |
| -------------------------------------------------------------- | ----------------------- | ----------------------- | ----------------------- | ----------------------- |
| США (господар)                                                 |                         |                         | ESPN+                   | ESPN+                   |
| Україна                                                        | Канал TopRank у YouTube | Канал TopRank у YouTube | Канал TopRank у YouTube | Канал TopRank у YouTube |
| Азія (включно з Індійським субконтинентом, за винятком Японії) |                         | Fight Sports            | Fight Sports Max        | Fight Sports Max        |
| MENA                                                           |                         | Fight Sports            | Fight Sports Max        | Fight Sports Max        |
| Ірландія                                                       |                         | Sky Sports              |                         | Sky Go                  |
| Велика Британія                                                |                         | Sky Sports              |                         | Sky Go                  |
| Японія                                                         |                         | WOWOW                   |                         | Wowow on Demand         |
| Латинська Америка                                              |                         | ESPN                    |                         | Star+                   |
| Панама                                                         | RPC                     |                         |                         | Medcom Go               |